# Danka Barteková
Danka Barteková (Trenčín, Checoslovaquia, 19 de octubre de 1984) es una deportista eslovaca que compite en tiro, en la modalidad de tiro al plato.
Participó en cinco Juegos Olímpicos de Verano, entre los años 2008 y 2024, obteniendo una medalla de bronce en Londres 2012, en la prueba de skeet, el octavo lugar en Pekín 2008 y el sexto en París 2024, en la misma prueba.
Ganó cinco medallas en el Campeonato Mundial de Tiro entre los años 2005 y 2023, y nueve medallas en el Campeonato Europeo de Tiro entre los años 2008 y 2023.
Fue la abanderada de Eslovaquia en la ceremonia de apertura de los Juegos de Río de Janeiro 2016. En 2022 fue elegida miembro del Comité Olímpico Internacional.

## Palmarés internacional
| Juegos Olímpicos   | Juegos Olímpicos       | Juegos Olímpicos  | Juegos Olímpicos |
| Año                | Lugar                  | Medalla           | Prueba           |
| ------------------ | ---------------------- | ----------------- | ---------------- |
| 2012               | Londres (Reino Unido)  | Medalla de bronce | Skeet            |
| Campeonato Mundial |                        |                   |                  |
| Año                | Lugar                  | Medalla           | Prueba           |
| 2005               | Lonato (Italia)        | Medalla de bronce | Skeet            |
| 2006               | Zagreb (Serbia)        | Medalla de bronce | Skeet            |
| 2010               | Múnich (Alemania)      | Medalla de bronce | Skeet            |
| 2014               | Granada (España)       | Medalla de bronce | Skeet            |
| 2023               | Bakú (Azerbaiyán)      | Medalla de oro    | Skeet            |
| Campeonato Europeo |                        |                   |                  |
| Año                | Lugar                  | Medalla           | Prueba           |
| 2008               | Nicosia (Chipre)       | Medalla de oro    | Skeet            |
| 2010               | Kazán (Rusia)          | Medalla de oro    | Skeet            |
| 2013               | Suhl (Alemania)        | Medalla de bronce | Skeet            |
| 2014               | Sarlóspuszta (Hungría) | Medalla de bronce | Skeet            |
| 2015               | Maribor (Eslovenia)    | Medalla de plata  | Skeet            |
| 2018               | Leobersdorf (Austria)  | Medalla de plata  | Skeet            |
| 2019               | Lonato (Italia)        | Medalla de oro    | Skeet            |
| 2022               | Lárnaca (Chipre)       | Medalla de bronce | Skeet            |
| 2023               | Osijek (Croacia)       | Medalla de oro    | Skeet            |